# 너새니얼 로체스터
너새니얼 로체스터(Nathaniel Rochester (computer scientist), 1919년 1월 14일 ~ 2001년 6월 8일)는 최초의 대량 생산 과학 컴퓨터인 IBM 701의 수석 설계자였으며, 최초의 상용 버전인 IBM 702의 프로토타입도 설계했다. 최초의 어셈블러를 작성했고 인공지능 분야의 개척에 기여했다.

## 초기 업적
로체스터는 1941년 매사추세츠 공과대학교에서 전기 공학 학사 학위를 받았다. 그는 3년 동안 MIT의 방사선 연구소에 머물렀다가 실바니아 일렉트릭 프로덕츠(Sylvania Electric Products)로 옮겨 레이더 세트와 기타 군 장비의 설계와 제작을 담당했다. 그의 그룹은 MIT의 훨윈드 I 컴퓨터의 산술 요소를 구축했다.

## IBM 701 컴퓨터
1948년 로체스터는 IBM으로 옮겨가 제리어 하다드와 함께 최초의 대량 생산 과학용 컴퓨터인 IBM 701을 공동 설계했다. 최초의 심볼릭 어셈블러를 작성했는데, 이를 통해 프로그램을 순수한 숫자나 펀치 코드가 아닌 짧고 읽기 쉬운 명령으로 작성할 수 있었다. 그는 IBM 700 시리즈 컴퓨터의 수석 설계자가 되었다.

## 인공지능
1955년 IBM은 로체스터가 이끄는 패턴 인식, 정보 이론 및 스위칭 회로 이론을 연구하는 그룹을 조직했다. 이 그룹은 다른 프로젝트 중에서도 IBM 704 컴퓨터에서 추상 신경망의 동작을 시뮬레이션했다.
그해 여름, 다트머스 대학의 젊은 수학자 존 매카시도 IBM에서 일하고 있었다. 그와 마빈 민스키는 지능형 기계라는 개념에 대해 진지하게 이야기하기 시작했다. 그들은 로체스터와 클로드 섀넌에게 이 주제에 대한 컨퍼런스를 제안했다. 두 명의 선임 과학자의 지원을 받아 그들은 록펠러 재단으로부터 7,000달러를 확보하여 1956년 여름에 열리는 컨퍼런스에 자금을 지원했다. 지금은 다트머스 컨퍼런스로 알려진 이 회의는 널리 "인공지능의 탄생"으로 여겨진다.
로체스터는 IBM에서 아서 새뮤얼의 체커 프로그램, 허버트 겔렌터(Herbert Gelernter)의 Geometry Theorem Prover, 알렉스 번스타인의 체스 프로그램을 포함한 인공 지능 프로젝트를 계속 감독했다. 1958년에 그는 MIT에서 방문 교수로 재직하면서 맥카시가 리스프 프로그래밍 언어를 개발하도록 도왔다.
IBM에서 개발한 인공 지능 프로그램은 많은 홍보를 촉발하기 시작했고 사이언티픽 아메리칸과 뉴욕 타임스에 기사로 실렸다. IBM 주주들은 IBM 사장인 토머스 J. 왓슨 주니어에게 연구 자금이 그런 "사소한 일"에 사용되는 이유를 설명하라고 압력을 가하기 시작했다. 게다가 IBM의 마케팅 담당자들은 고객들이 "전자 두뇌"와 "생각하는 기계"라는 개념을 두려워한다는 것을 알아차리기 시작했다. 1960년경에 작성된 내부 보고서는 IBM이 AI에 대한 광범위한 지원을 중단할 것을 권고했고, 그래서 회사는 AI 프로그램을 종료하고 "컴퓨터는 들은 대로만 할 수 있다"는 메시지를 공격적으로 퍼뜨리기 시작했다.